# 於潜県
於潜県（おせん-けん）は中華人民共和国浙江省杭州市臨安区にかつて存在した県。現在の於潜鎮に相当する。

## 歴史
前109年、漢朝により設置された。『漢書』では於潜県と表記されている。1958年に廃止となり昌化県に編入され於潜鎮とされた。後に臨安県に移管された。
| 前の行政区画 - | 浙江省の歴史的地名 前222年 - 1958年 | 次の行政区画 昌化県 |